# Stimson Crossing
Stimson Crossing és una concentració de població designada pel cens dels Estats Units a l'estat de Washington. Segons el cens del 2000 tenia 773 habitants.

## Demografia
Segons el cens del 2000, Stimson Crossing tenia 773 habitants, 289 habitatges, i 217 famílies. La densitat de població era de 75,9 habitants per km².
Dels 289 habitatges en un 31,5% hi vivien nens de menys de 18 anys, en un 67,1% hi vivien parelles casades, en un 5,2% dones solteres, i en un 24,6% no eren unitats familiars. En el 19% dels habitatges hi vivien persones soles el 4,5% de les quals corresponia a persones de 65 anys o més que vivien soles. El nombre mitjà de persones vivint en cada habitatge era de 2,67 i el nombre mitjà de persones que vivien en cada família era de 3,09.
Per edats la població es repartia de la següent manera: un 23,2% tenia menys de 18 anys, un 6,7% entre 18 i 24, un 29,2% entre 25 i 44, un 28,2% de 45 a 60 i un 12,7% 65 anys o més.
L'edat mediana era de 41 anys. Per cada 100 dones de 18 o més anys hi havia 103,4 homes.
La renda mediana per habitatge era de 61.042 $ i la renda mediana per família de 72.875 $. Els homes tenien una renda mediana de 46.719 $ mentre que les dones 33.750 $. La renda per capita de la població era de 22.537 $. Aproximadament el 5,6% de les famílies i el 6,9% de la població estaven per davall del llindar de pobresa.

## Poblacions més properes
El següent diagrama mostra les poblacions més properes.